# Hopi (langue)
Cet article concerne la langue hopi. Pour le peuple hopi, voir Hopis.
Le hopi est une langue uto-aztèque du Nord parlée aux États-Unis, dans le Nord-Est de l'Arizona.
Le hopi, qui est la seule langue uto-aztèque parlée par des Pueblos, est encore vivace même si son usage est en baisse. Au recensement de 1990, environ 80 % des Hopis déclaraient parler la langue mais seulement 40 d'entre eux étaient monolingues. En 1998, une étude sur 200 Hopis révélait que 100 % des personnes âgées hopi (60 ans et plus) savaient la parler couramment tandis que les adultes (40-59 ans) étaient 84 %, 50 % pour les jeunes adultes (20-39 ans) et 5 % pour les enfants (2-19 ans).
Néanmoins, des programmes d'éducation bilingues en hopi et en navajo sont proposés en Arizona. Ainsi, les enfants obtiennent soit le hopi, soit le navajo en tant que première langue.

## Variétés
Le hopi compte trois dialectes correspondant aux trois mesas hopi :
- Le dialecte de la première mesa, parlé dans les pueblos de Walpi et Sits'omovi.
- Le dialecte de la seconde mesa, dans le pueblo de Songoopavi.
- Le dialecte de la troisième mesa, la plus peuplée, dans les pueblos d'Orayvi, Paaqavi, Kiqötsmovi, Munqapi.

## Phonologie

### Voyelles
| Type    | Antérieure                  | Centrale      | Postérieure   |
| ------- | --------------------------- | ------------- | ------------- |
| Fermée  | i [i] ii [iː]               | u [ɨ] uu [ɨː] |               |
| Moyenne | e [ɛ] ee [ɛː] ö [ø] öö [øː] |               | o [o] oː [oː] |
| Ouverte |                             | a [a] aa [aː] |               |

### Consonnes
| Type          | Forme         | Bilabiale | Dentale     | Palatale | Vélaire                  | Uvulaire      | Glottale |
| ------------- | ------------- | --------- | ----------- | -------- | ------------------------ | ------------- | -------- |
| Occlusives    | Sourdes       | p [p]     | t [t]       |          | k [k] kw [kʷ] ky [kʲ]    | q [q] qw [qʷ] | ʾ [ʔ]    |
| Occlusives    | Sonores       |           |             |          | g [g] gw [gʷ]            |               |          |
| Fricatives    | Fricatives    | v [v]     | s [s]       |          |                          |               | h [h]    |
| Affriquées    | Affriquées    |           | c [t͡s]      |          |                          |               |          |
| Nasales       | Nasales       | m [m]     | n [n]       |          | ng [ŋ] ngw [ŋʷ] ngy [ŋʲ] |               |          |
| Liquides      | Liquides      |           | l [l] r [ɹ] |          |                          |               |          |
| Semi-voyelles | Semi-voyelles | w [w]     |             | y [ j]   |                          |               |          |

Comme vu ci-dessus, le dialecte Mishongnovi a beaucoup de consonnes comparé au dialecte Third Mesa (Troisième Mesa). Les consonnes additionnelles sont une série d'occlusives pré-aspirées et de sourdes sonantes.
La labiale affriquée sourde v varie (idiolecte variante libre) entre une labiodentale et une bilabiale [v ~ β]. Avant une consonne, et à la fin d'un mot, elle n'est pas voisée bien que sa réalisation varie entre les dialectes. Les locuteurs du Third Mesa (Troisième Mesa) ont l'occlusive bilabiale sourde [p].Les locuteurs du Mishongnovi ont la labiale sourde [f].
Les alvéolaires sibilantes ts et s sont apicales. Certains locuteurs du Third Mesa (Troisième Mesa) la palatalisent en [tsʲ] et [sʲ] qui sont similaires aux laminales [tʃ] et [ʃ]. En Mishongnovi, ts est palatalisée quand elle est au début d'une syllabe et elle est non-palatalisée ailleurs.
Le hopi a beaucoup d'occlusives qui contrastent avec le point d'articulation des vélaires devant la voyelle "a". Ailleurs, le contraste est neutre. Les vélaires dans un environnement neutre sont appelées "k neutre". Avant les voyelles antérieures "i" et "e", elle est palatalisée avec une articulation antérieure et suit la semi-voyelle palatale [j]. Ainsi, "ki" et "ke" sont respectivement [cji] et [cjɛ]. Avant les voyelles postérieures "u" et "o", "k" est une vélaire normale : "ku" est [kɨ], "ko" est [ko]. Avant la voyelle moyenne "ö", "k" a une articulation plus en arrière : "kö" est [ḵø]. Avant un "a", cependant, la vélaire suivie d'une semi-voyelle palatale et la vélaire arrière contrastent. Ce modèle est plus compliqué avec les mots empruntés à l'espagnol qui ont une vélaire suivie d'une voyelle ouverte. Les mots avec des vélaires empruntées sont "neutre et donc des vélaires normales. Ainsi, il y a une différence entre "kya" [cja] et "qa" [ḵa] dans les mots natifs et sont tous les deux différents des "ka" [ka] des mots empruntés. La phonémisation avance qu'un "k" apparaissant avant un "i", "u", "e", "o", "a" ; et le "q" reculé apparaissant devant "e", "ö", "a" ; et le "k" emprunté devant "a" dans les mots espagnols.
De même pour "ky" et "q", le hopi a la nasale dorsale antérieure "ngy" et la nasale dorsale postérieure "ng". La nasale antérieure est palatale [ɲ]. La nasale postérieure est vélaire ŋ en Third Mesa et ainsi forme une série neutre avec des "k" neutres. En Mishongnovi, Whorf décrit la nasale postérieure comme ayant la plus postérieure des articulations de "q" : [ŋ̱].
La rétroflexe "r" varie entre une rétroflexe fricative [ʐ] et la battue [ɾ] bien que la réalisation de la fricative soit plus commune. En Mishongnovi, "r" n'est que peu fricative. 
Les occlusives pré-aspirées /ʰp, ʰt, ʰts, ʰkʷ, ʰk, ʰq/ et les sourdes sonantes /m̥, n̥, ŋ̱̊, l̥, ȷ̊, w̥/ du Mishongnoviof apparaissent seulement dans les syllabes. Cependant, elles contrastent avec les occlusives pleines et les voisées sonantes dans cette position. Whorf note que les occlusives pré-aspirées contrastent aussi avec la séquence /h/ + occlusive.

### Structure des syllabes
Les structures les plus courantes de groupes de syllabes sont CV et CVC.
Le groupe CVCC est très rare à cause du nombre limité de combinaisons CC. Il est rare de trouver le groupe intrasyllabique C-C et CC-C.

### Accent tonique
L'accent tonique, en hopi, suit une règle simple qui s'applique à quasiment tous les mots
- Dans les mots avec une ou deux voyelles, l'accent tombe sur la première voyelle.
- Lorsqu'il y a plus de deux voyelles, la première est accentuée si elle est longue ou si elle est directement suivie par deux consonnes. Autrement, c'est la deuxième voyelle qui est accentuée.

Cependant, il y a quelques exceptions : "sikisve" = "voiture", "wehekna" = "flaque" et "warikiwta" = "course". Dans ces exemples, on devrait s'attendre à ce que la deuxième voyelle soit accentuée mais c'est la première qui l'est.

### Ton
Le Third Mesa possède un système de tons sur les voyelles longues, les diphtongues et les voyelles suivies de sonnantes. Ce dialecte a aussi un ton bas et un ton haut.
Le ton bas correspond soit à une voyelle suivie d'une consonne pré-aspirée, soit à une voyelle suivie d'une sonnante sourde, ou bien à une voyelle suivie d'un [h].

## Écriture
| ’ | a | e | g | h | i | k | l | m | n | o | ö | p | q | r | s | t | w | y |

Le hopi s'écrit avec l'alphabet latin. Les  lettres voyelles correspondent aux phonèmes suivant : a /a/, e /ɛ/, i /ɪ/, o /o/, u /ɨ/ et ö /ø/. Les longues voyelles sont doublées: aa, ee, ii, oo, uu, öö.
Les consonnes sont : ’ /ʔ/, h /h/, k /k/, ky /kʲ/, kw /kʷ/, l /l/, m /m/, n /n/, ng /ŋ/, ngw /ŋʷ/, ngy /ŋʲ/, p /p/, q /q/,  qw /qʷ/, r /ʒ/, s /s/, t /t/, ts /ts/, v /β/, w /w/, y /j/.
L’accent grave marque la voyelle (‹ à, è, ì, ò, ö̀, ù ›) pour indiquer le ton tombant dans le dialecte de la troisième mesa et l’aspiration dans le dialecte de la première mesa et la variante de Mishongnovi du dialecte de la deuxième mesa, par exemple ‹ tsirò ›, « oiseaux ». Dans les autres variantes de la deuxième mesa, l’accent grave n’est pas utilisé.
L’accent aigu sur la voyelle (‹ á, é, í, ó, ö́, ú ›) est utilisé pour indiquer la syllabe avec l’accent tonique, lorsque celui-ci n’est pas sur la première syllabe des mots bisyllabiques, par exemple ‹ ayó ›, « vers là-bas », lorsque dans les mots de plus de deux syllabes il n’est pas sur la deuxième syllabe ou la première syllabe si sa voyelle est longue, par exemple ‹ kwálakni ›, « il va bouillir », ou ‹ mansáala ›, « pomme ».
L’accent circonflexe sur la voyelle (‹ â, ê, î, ô, ö̂, û ›) est utilisé lorsque l’accent aigu et l’accent grave devrait être sur une même lettre, par exemple ‹ mansâltsoki ›, « pommier ».
Pour distinguer certaines consonnes écrites comme des digraphes d'un autre phonème similaire qui sont collés, un point est utilisé : kwaahu « aigle » mais kuk.wuwàaqe « suivre des traces ».
La traduction de la Bible publiée par Wycliffe Bible Translators utilise un alphabet et orthographe différent de celui du Hopi Dictionary Project, il fait notamment usages des lettres k point en chef ‹ k̇ › et n point en chef ‹ ṅ ›.

## Morphologie

### Suffixes
Le hopi utilise des suffixes pour exprimer différents buts :
| Suffixe | But       | Exemple    | Traduction         |
| ------- | --------- | ---------- | ------------------ |
| ma      | tourner   | yaktama    | faire le tour de   |
| mi      | à, devant | itamumi    | devant nous        |
| ni      | futur     | tuuvani    | il jettera         |
| ngwu    | habitude  | tuuvangwu  | il jette (souvent) |
| ep      | lieu      | Ismo'walep | à Ismo'wala        |
| q       | distance  | atkyamiq   | jusqu'au fond      |
| sa      | seulement | suksa      | seulement un       |

Le hopi a aussi des postpositions libre :
| akw   | avec (instrumental) |
| angkw | de (lieu)           |
| ep    | à, dans, sur        |

Les noms sont marqués comme indirects soit par le suffixe -t pour des noms simples, soit -y pour les noms duels (ceux qui font référence à exactement deux choses), les noms possessifs et les noms pluriels.
Voici quelques exemples
| nominatif | indirect  | traduction    |
| --------- | --------- | ------------- |
| himutski  | himutskit | arbuste       |
| iisaw     | iisawuy   | coyote        |
| itam      | itamuy    | nous          |
| nuva      | nuvat     | neige         |
| nu'       | nuy       | je, moi       |
| paahu     | paahut    | eau de source |
| pam       | put       | il, elle      |
| puma      | pumuy     | ils           |
| tuuwa     | tuuwat    | sable         |
| um        | ung       | tu            |

Les verbes sont aussi marqués par des suffixes mais ils ne sont pas utilisés dans des modèles réguliers. Par exemple, les suffixes -lawu et -ta sont tous les deux utilisés pour faire d'un verbe simple verb un verbe de durée (impliquant que l'action ne soit toujours pas terminée) mais il est compliqué de prédire quel suffixe s'applique à quel verbe. Ceux qui apprennent le hopi en tant que deuxième langue les apprennent souvent à cause du fait qu'ils le voient plusieurs fois.
Il y a quelque terme spécifique de genre en hopi :
| discours d'un homme | discours d'une femme | traduction |
| ------------------- | -------------------- | ---------- |
| a'ni                | hin'ur               | très       |
| kwakwhay            | askwali              | merci      |
| lolma               | nuukyangw            | bien       |
| owi, 'wi            | oo'o, 'wiya          | oui        |

### Procédés morphologiques
- Elision - sorte d'apocope consistant à l'amuïssement de la voyelle finale d'un mot devant un autre mot à initiale vocalique.
- Lénition - un p initial devient v quand il devient interne à un mot ou quand le mot est précédé par un autre mot utilisé en tant qu'adjectif verbal ou un verbe combiné.
- Redoublement - lorsqu'un mot est répété plusieurs fois afin de lui donner un trait grammatical ou afin de créer un nouveau mot.

## Syntaxe

### Ordre des mots
La phrase de base en hopi est simplement un sujet, un verbe et un complément : 'Maana wuupa' (la fille est grande).
Cependant, beaucoup de phrases hopi contiennent un objet, qui est positionné entre le sujet et le verbe. Ainsi, le hopi est une langue de type sujet-objet-verbe (SOV).

### Déclinaison
Les noms peuvent être sujets ou objets.
Les pronoms peuvent aussi être déclinés, soit ils sont au sujet, soit ils sont objets. Par exemple, le pronom sujet singulier "tu" en hopi est "um", et sa forme objet est 'ung".
Les démonstratifs sont marqués par une déclinaison. Dans les exemples suivants, ils sont d'abord montrés dans leur forme sujet puis dans celle objet : 
iˈ/it - ce, cet, cette
pam/put - il (objet proche)
miˈ/mit - à (objet loin)
ima/imuy - ces
puma/pumuy - ils (objet proche)
mima/mimuy - ces (objet loin)

### Nombre
Le hopi possède la pluriactionnalité. Les noms sujets duels prennent le suffixe "-vit". Le hopi n'a pas de pronoms duels; à la place, les pronoms pluriels sont utilisés avec un verbe singulier. La pluralité d'un nom et d'un verbe est indiquée, par un redoublement partiel, marqué avec une tilde souscrite (~).
|           | Nom sujet                  | Pronom sujet                  |
| --------- | -------------------------- | ----------------------------- |
| Singulier | taaqa nøøsa                | ni’ nøøsa                     |
| Singulier | un homme mangea            | je mangeai                    |
| Duel      | taaqa-vit nøøsa            | itam nøøsa                    |
| Duel      | deux hommes mangèrent      | nous (deux) mangeâmes         |
| Pluriel   | taa~taqt nøø~nøsa          | itam nøø~nøsa                 |
| Pluriel   | plusieurs hommes mangèrent | nous (plus de deux) mangèrent |

## Expression de la temporalité
L'expression de la temporalité en langue hopi est jugée singulière et objet de débat.
Dans les années quarante, le linguiste américain Benjamin Lee Whorf s'est beaucoup intéressé à l'expression de la temporalité dans la langue hopi. Il écrit notamment : « on a constaté que la langue hopi ne contenait pas de mots, de formes grammaticales, de constructions ou d’expressions qui se rapportent directement à ce que nous appelons ‘‘temps’’. Il n’en est pas non plus qui soient relatifs au passé, au présent et au futur, ou à la notion de permanence ou de durée, ou au mouvement considéré sur le plan cinématique plutôt que dynamique » et en conclut que les Hopis ne possèdent pas de notion du temps. Il en a tiré son principe de relativité linguistique.
Certains logiciens ont exprimé que, par le particularisme concernant la notion de temps dans cette langue, le Hopi était peut-être la seule langue qui ne pouvait se transcrire dans le langage du calcul des prédicats.[réf. souhaitée]